# UEFA Champions League 2015–16
UEFA Champion League 2015-16 là mùa giải thứ 61 của giải đấu bóng đá các câu lạc bộ hàng đầu châu Âu được tổ chức bởi UEFA, và là mùa thứ 24 kể từ khi nó được đổi tên từ Cúp C1 châu Âu thành UEFA Champion League.
Trong trận chung kết tại San Siro, Milano, Italia. Real Madrid đã vượt qua đối thủ cùng thành phố là Atletico Madrid, sau khi hoà 1-1 sau 120 phút thi đấu. Trên chấm luân lưu Real Madrid đã vượt qua Atletico Madrid với tỉ số 5-3 để có lần 11 đăng quang. Với Atletico Madrid đây là lần thứ 2 họ bị chiếc cúp Champions League quay lưng.
.

## Thứ hạng các liên đoàn
| Hạng | Liên đoàn    | Hệ số  | Số đội | Ghi chú |
| ---- | ------------ | ------ | ------ | ------- |
| 1    | Tây Ban Nha  | 97.713 | 4      | +1(EL)  |
| 2    | Anh          | 84.748 | 4      |         |
| 3    | Đức          | 81.641 | 4      |         |
| 4    | Ý            | 66.938 | 3      |         |
| 5    | Bồ Đào Nha   | 62.299 | 3      |         |
| 6    | Pháp         | 56.500 | 3      |         |
| 7    | Nga          | 46.998 | 2      |         |
| 8    | Hà Lan       | 44.312 | 2      |         |
| 9    | Ukraina      | 40.966 | 2      |         |
| 10   | Bỉ           | 36.300 | 2      |         |
| 11   | Thổ Nhĩ Kỳ   | 34.200 | 2      |         |
| 12   | Hy Lạp       | 33.600 | 2      |         |
| 13   | Thụy Sĩ      | 33.225 | 2      |         |
| 14   | Áo           | 30.925 | 2      |         |
| 15   | Cộng hòa Séc | 29.350 | 2      |         |
| 16   | România      | 27.257 | 1      |         |
| 17   | Israel       | 26.875 | 1      |         |
| 18   | Síp          | 23.250 | 1      |         |

| Hạng | Liên đoàn            | Hệ số  | Số đội | Ghi chú |
| ---- | -------------------- | ------ | ------ | ------- |
| 19   | Đan Mạch             | 21.300 | 1      |         |
| 20   | Croatia              | 19.625 | 1      |         |
| 21   | Ba Lan               | 18.875 | 1      |         |
| 22   | Belarus              | 18.625 | 1      |         |
| 23   | Scotland             | 16.566 | 1      |         |
| 24   | Thụy Điển            | 16.325 | 1      |         |
| 25   | Bulgaria             | 15.625 | 1      |         |
| 26   | Na Uy                | 14.275 | 1      |         |
| 27   | Serbia               | 14.125 | 1      |         |
| 28   | Hungary              | 11.625 | 1      |         |
| 29   | Slovenia             | 11.000 | 1      |         |
| 30   | Slovakia             | 11.000 | 1      |         |
| 31   | Moldova              | 10.375 | 1      |         |
| 32   | Azerbaijan           | 10.375 | 1      |         |
| 33   | Gruzia               | 9.875  | 1      |         |
| 34   | Kazakhstan           | 8.250  | 1      |         |
| 35   | Bosna và Hercegovina | 7.500  | 1      |         |
| 36   | Phần Lan             | 7.175  | 1      |         |

| Hạng | Liên đoàn      | Hệ số | Số đội | Ghi chú |
| ---- | -------------- | ----- | ------ | ------- |
| 37   | Iceland        | 6.750 | 1      |         |
| 38   | Latvia         | 6.250 | 1      |         |
| 39   | Montenegro     | 6.000 | 1      |         |
| 40   | Albania        | 5.500 | 1      |         |
| 41   | Litva          | 5.250 | 1      |         |
| 42   | Bắc Macedonia  | 5.250 | 1      |         |
| 43   | Ireland        | 5.125 | 1      |         |
| 44   | Luxembourg     | 4.875 | 1      |         |
| 45   | Malta          | 4.833 | 1      |         |
| 46   | Liechtenstein  | 4.500 | 0      |         |
| 47   | Bắc Ireland    | 3.625 | 1      |         |
| 48   | Wales          | 3.000 | 1      |         |
| 49   | Armenia        | 2.875 | 1      |         |
| 50   | Estonia        | 2.875 | 1      |         |
| 51   | Quần đảo Faroe | 2.125 | 1      |         |
| 52   | San Marino     | 0.999 | 1      |         |
| 53   | Andorra        | 0.833 | 1      |         |
| 54   | Gibraltar      | 0.001 | 1      |         |

## Sự phân bố các đội theo liên đoàn
Tổng cộng 77 đội đến từ 53 liên đoàn trên 54 thành viên UEFA tham dự UEFA Champion League (ngoại trừ Liechtenstein, do không tổ chức giải trong nước). Các liên đoàn được xếp thứ hạng dựa trên hệ số quốc gia của UEFA được sử dụng để quyết định số đội tham gia cho mỗi liên đoàn: [9]
Mỗi liên đoàn xếp hạng 1-3 sẽ có 4 đội tham gia.
Mỗi liên đoàn xếp hạng 4-6 sẽ có 3 đội tham gia.
Mỗi liên đoàn xếp hạng 7-15 sẽ có 2 đội tham gia.
Mỗi liên đoàn xếp hạng 16-54 (ngoại trừ Liechtenstein) sẽ có 1 đội tham gia.
Đội vô địch UEFA Champion League 2013-14 được cho một suất thêm với tư cách là đương kim vô địch nếu họ không vượt qua vòng loại UEFA Champion League 2014-15 thông qua giải trong nước (bởi vì sự ngăn cấm là không có tối đa 4 đội tham gia Champion League trong một liên đoàn, nếu đương kim vô địch nằm trong top 3 liên đoàn và ngoài top 4 của giải trong nước, thì suất dành cho đương kim vô địch được nhường cho đội ở vị trí thứ tư của liên đoàn đó). Tuy nhiên, suất thêm đó không cần thiết cho mùa này từ khi đương kim vô địch vượt qua vòng loại giải đấu thông qua giải trong nước của họ.
| Vòng sơ loại thứ nhất (6 đội)    | Vòng sơ loại thứ nhất (6 đội)    | - 6 đội vô địch từ các liên đoàn xếp hạng 49-54                                                                                               | |
| Vòng sơ loại thứ hai (34 đội)    | Vòng sơ loại thứ hai (34 đội)    | - 31 đội vô địch từ các liên đoàn xếp hạng 17-48 (trừ Liechtenstein)                                                                          | - 3 đội chiến thắng vòng sơ loại thứ nhất                                                                                       |
| Vòng sơ loại thứ ba              | Nhóm đội vô địch (20 đội)        | - 3 đội vô địch từ các liên đoàn 14-16 | - 17 đội chiến thắng từ vòng sơ loại thứ hai                                                                                    |
| Vòng sơ loại thứ ba              | Nhóm đội không vô địch (10 đội)  | - 9 đội á quân từ các liên đoàn xếp hạng 7-15 - 1 đội đứng thứ 3 từ liên đoàn xếp hạng 6                                                      | |
| Vòng play-off                    | Nhóm đội vô địch (10 đội)        | - 10 đội chiến thắng từ vòng sơ loại thứ ba trong nhóm các đội vô địch                                                                        | |
| Vòng play-off                    | Nhóm đội không vô địch (10 đội)  | - 2 đội đứng thứ 3 từ các liên đoàn xếp hạng 4-5 - 3 đội đứng thứ 4 từ các liên đoàn xếp hạng 1-3                                             | - 5 đội chiến thắng từ vòng sơ loại thứ ba trong nhóm các đội không vô địch                                                     |
| Vòng bảng (32 đội)               | Vòng bảng (32 đội)               | - 13 đội vô địch từ các liên đoàn xếp hạng 1-13 - 6 đội á quân từ các liên đoàn xếp hạng 1-6 - 3 đội đứng thứ 3 từ các liên đoàn xếp hạng 1-3 | - 5 đội chiến thắng vòng play-off trong nhóm các đội vô địch - 5 đội chiến thắng vòng play-off trong nhóm các đội không vô địch |
| Vòng đấu loại trực tiếp (16 đội) | Vòng đấu loại trực tiếp (16 đội) | - 8 đội nhất bảng trong tám bảng đấu - 8 đội nhì bảng trong tám bảng đấu                                                                      | |

## Vòng loại

### Vòng loại đầu tiên
Lễ bốc thăm vòng loại thứ nhất và thứ hai được tổ chức vào ngày 22 tháng 6 năm 2015. Các trận đầu tiên được chơi trên 30 tháng 6 và 01 tháng 7, và trận thứ hai đã được chơi trên 07 Tháng bảy 2015.
| Đội 1           | TTS | Đội 2            | Lượt đi | Lượt về |
| --------------- | --- | ---------------- | ------- | ------- |
| Lincoln Red IMP | 4–2 | Folgore          | 2–1     | 2–1     |
| Lincoln         | 2–1 | Lusitanos        | 0–0     | 2–1     |
| Crusader        | 1–1 | Levadia Tallinn  | 2–1     | 2–1     |
| B36 Torshavn    | 2–7 | Santa Coloma F.C | 1–2     | 1–5     |

### Vòng loại thứ 2
Các trận đầu tiên được chơi từ 14 và 15 tháng 7, và trận thứ hai sẽ được phát vào ngày 21 và 22 tháng 7 năm 2015.
| Đội 1              | TTS | Đội 2              | Lượt đi | Lượt về |
| ------------------ | --- | ------------------ | ------- | ------- |
| Hibernians         | 3–6 | Maccabi Tel Aviv   | 2–1     | 1–5     |
| APOEL              | 1–1 | Vardar             | 0–0     | 1–1     |
| Qarabağ            | 1–0 | Rudar Pljevlja     | 0–0     | 1–0     |
| Sarajevo F.C       | 0–3 | Lech Poznań        | 0–2     | 0–1     |
| Maribor            | 2–3 | Astana             | 1–0     | 1–3     |
| BATE Borisov       | 2–1 | Dundalk            | 2–1     | 0–0     |
| Ventspils          | 1–4 | HJK                | 1–3     | 0–1     |
| Midtjylland        | 3–0 | Lincoln Red IMP    | 1–0     | 2–0     |
| Molde              | 5–1 | Pyunik             | 5–0     | 0–1     |
| Malmö              | 2–0 | Zalgiris Vilnius   | 1–0     | 1–0     |
| Celtic             | 6–1 | Stjarnan           | 2–0     | 4–1     |
| Trenčín            | 3–4 | Steaua Bucureşti   | 0–2     | 3–2     |
| Partizan           | 3–0 | Dila Gori          | 1–0     | 2–0     |
| Ludogorets Razgrad | 1–3 | Milsami Orheik F.C | 0–1     | 1–2     |
| Dinamo Zagreb      | 4–1 | Fola Esch          | 1–1     | 3–0     |
| Skënderbeu Korçë   | 6–4 | Crusaders          | 4–1     | 2–3     |
| Santa Coloma       | 1–2 | Videoton           | 0–1     | 1–1     |

### Vòng loại thứ 3
Các trận đầu tiên được chơi từ 28 và 29 tháng 7, và trận thứ hai sẽ được phát vào ngày 4 và 5 tháng 8 năm 2015.Các đội thua ở vòng này sẽ chơi ở UEFA Europa League 2015–16.
| Đội 1             | TTS | Đội 2            | Lượt đi | Lượt về |     |
| ----------------- | --- | ---------------- | ------- | ------- | --- |
| Lech Poznań       | 1-4 | Basel            | 1-3     | 0-1     |     |
| Milsami Orhei     | 0-4 | Skënderbeu Korçë | 0–2     | 0-2     |     |
| HJK               | 3-4 | Astana           | 0-0     | 3-4     |     |
| Steaua Bucureşti  | 3-5 | Partizan         |         | 1-1     | 2-4 |
| Celtic            | 1-0 | Qarabağ          | 1-0     | 0-0     |     |
| Midtjylland       | 2-2 | APOEL            | 1-2     | 1-0     |     |
| Maccabi Tel Aviv  | 3-2 | Viktoria Plzeň   | 1-2     | 2-0     |     |
| Dinamo Zagreb     | 4-4 | Molde            | 1-1     | 3-3     |     |
| Videoton          | 1-2 | BATE Borisov     | 1-1     | 0-1     |     |
| Red Bull Salzburg | 2-3 | Malmö FF         | 2–0     | 0-3     |     |
| Panathinaikos     | 2-4 | Club Brugge      | 2-1     | 0-3     |     |
| Young Boys        | 1-7 | Monaco           | 1-3     | 0-4     |     |
| CSKA Moscow       | 5-4 | Sparta Prague    | 2-2     | 3-2     |     |
| Rapid Wien        | 5-4 | Ajax             | 2-2     | 3-2     |     |
| Fenerbahçe        | 0-3 | Shakhtar Donetsk | 0-0     | 0-3     |     |

### Vòng play-off
| Đội 1               | TTS    | Đội 2            | Lượt đi | Lượt về |
| ------------------- | ------ | ---------------- | ------- | ------- |
| Astana              | 2–1    | APOEL            | 1–0     | 1–1     |
| KF Skënderbeu Korçë | 2–6    | Dinamo Zagreb    | 1–2     | 1–4     |
| Celtic              | 3–4    | Malmö FF         | 3–2     | 0–2     |
| Basel               | 3–3[a] | Maccabi Tel Aviv | 2–2     | 1–1     |
| BATE Borisov        | 2–2{a] | Partizan         | 1–0     | 1–2     |
| Manchester United   | 7–1    | Club Brugge      | 3–1     | 4–0     |
| Lazio               | 1–3    | Bayer Leverkusen | 1–0     | 0–3     |
| Sporting CP         | 3–4    | CSKA Moskva      | 2–1     | 1–3     |
| Rapid Wien          | 2–3    | Shakhtar Donetsk | 0–1     | 2–2     |
| Valencia            | 4–3    | Monaco           | 3–1     | 1–2     |

## Vòng bảng

### Bảng A
| VT | Đội                 | ST | T | H | B | BT | BB | HS  | Đ  | Giành quyền tham dự                     |
| -- | ------------------- | -- | - | - | - | -- | -- | --- | -- | --------------------------------------- |
| 1  | Real Madrid         | 6  | 5 | 1 | 0 | 19 | 3  | +16 | 16 | Giành quyền vào vòng đấu loại trực tiếp |
| 2  | Paris Saint-Germain | 6  | 4 | 1 | 1 | 12 | 1  | +11 | 13 | Giành quyền vào vòng đấu loại trực tiếp |
| 3  | Shakhtar Donetsk    | 6  | 1 | 0 | 5 | 7  | 14 | −7  | 3  | Xuống chơi ở Europa League              |
| 4  | Malmö FF            | 6  | 1 | 0 | 5 | 1  | 21 | −20 | 3  |                                         |

| Paris Saint-Germain      | 2–0      | Malmö FF |
| ------------------------ | -------- | -------- |
| Di María 4' · Cavani 61' | Chi tiết |          |

| Real Madrid                                         | 4–0      | Shakhtar Donetsk |
| --------------------------------------------------- | -------- | ---------------- |
| Benzema 30' · Ronaldo 55' (ph.đ.), 63' (ph.đ.), 81' | Chi tiết |                  |

| Shakhtar Donetsk | 0–3      | Paris Saint-Germain                          |
| ---------------- | -------- | -------------------------------------------- |
|                  | Chi tiết | Aurier 7' · David Luiz 23' · Srna 90' (l.n.) |

| Malmö FF | 0–2      | Real Madrid      |
| -------- | -------- | ---------------- |
|          | Chi tiết | Ronaldo 29', 90' |

| Malmö FF      | 1–0      | Shakhtar Donetsk |
| ------------- | -------- | ---------------- |
| Rosenberg 17' | Chi tiết |                  |

| Paris Saint-Germain | 0–0      | Real Madrid |
| ------------------- | -------- | ----------- |
|                     | Chi tiết |             |

| Shakhtar Donetsk                                            | 4–0      | Malmö FF |
| ----------------------------------------------------------- | -------- | -------- |
| Hladkyy 29' · Srna 48' (ph.đ.) · Eduardo 55' · Teixeira 73' | Chi tiết |          |

| Real Madrid | 1–0      | Paris Saint-Germain |
| ----------- | -------- | ------------------- |
| Nacho 35'   | Chi tiết |                     |

| Malmö FF | 0–5      | Paris Saint-Germain                                         |
| -------- | -------- | ----------------------------------------------------------- |
|          | Chi tiết | Rabiot 3' · Di María 14', 68' · Ibrahimović 50' · Lucas 82' |

| Shakhtar Donetsk                         | 3–4      | Real Madrid                                  |
| ---------------------------------------- | -------- | -------------------------------------------- |
| Teixeira 77' (ph.đ.), 88' · Dentinho 83' | Chi tiết | Ronaldo 18', 70' · Modrić 50' · Carvajal 52' |

| Paris Saint-Germain         | 2–0      | Shakhtar Donetsk |
| --------------------------- | -------- | ---------------- |
| Lucas 57' · Ibrahimović 86' | Chi tiết |                  |

| Real Madrid                                                      | 8–0      | Malmö FF |
| ---------------------------------------------------------------- | -------- | -------- |
| Benzema 12', 24', 74' · Ronaldo 39', 47', 50', 59' · Kovačić 70' | Chi tiết |          |

Notes
1. ^ a b c Shakhtar Donetsk will play their home matches at Arena Lviv, Lviv instead of their regular stadium, Donbass Arena, Donetsk, due to the war conditions in Eastern Ukraine.

### Bảng B
| VT | Đội               | ST | T | H | B | BT | BB | HS | Đ  | Giành quyền tham dự       |
| -- | ----------------- | -- | - | - | - | -- | -- | -- | -- | ------------------------- |
| 1  | Wolfsburg         | 6  | 4 | 0 | 2 | 9  | 6  | +3 | 12 | Lọt vào vòng knockout     |
| 2  | PSV Eindhoven     | 6  | 3 | 1 | 2 | 8  | 7  | +1 | 10 | Lọt vào vòng knockout     |
| 3  | Manchester United | 6  | 2 | 2 | 2 | 7  | 7  | 0  | 8  | Chuyển sang Europa League |
| 4  | CSKA Moskva       | 6  | 1 | 1 | 4 | 5  | 9  | −4 | 4  |                           |

| Wolfsburg   | 1–0      | CSKA Moscow |
| ----------- | -------- | ----------- |
| Draxler 40' | Chi tiết |             |

| PSV Eindhoven               | 2–1      | Manchester United |
| --------------------------- | -------- | ----------------- |
| Moreno 45+2' · Narsingh 57' | Chi tiết | Depay 41'         |

| Manchester United               | 2–1      | Wolfsburg    |
| ------------------------------- | -------- | ------------ |
| Mata 34' (ph.đ.) · Smalling 53' | Chi tiết | Caligiuri 4' |

| CSKA Moscow                        | 3–2      | PSV Eindhoven      |
| ---------------------------------- | -------- | ------------------ |
| Musa 7' · Doumbia 21', 36' (ph.đ.) | Chi tiết | Lestienne 60', 68' |

| CSKA Moscow | 1–1      | Manchester United |
| ----------- | -------- | ----------------- |
| Doumbia 15' | Chi tiết | Martial 65'       |

| Wolfsburg            | 2–0      | PSV Eindhoven |
| -------------------- | -------- | ------------- |
| Dost 46' · Kruse 57' | Chi tiết |               |

| Manchester United | 1–0      | CSKA Moscow |
| ----------------- | -------- | ----------- |
| Rooney 79'        | Chi tiết |             |

| PSV Eindhoven             | 2–0      | Wolfsburg |
| ------------------------- | -------- | --------- |
| Locadia 55' · De Jong 86' | Chi tiết |           |

| CSKA Moscow | 0–2      | Wolfsburg                          |
| ----------- | -------- | ---------------------------------- |
|             | Chi tiết | Akinfeev 67' (l.n.) · Schürrle 88' |

| Manchester United | 0–0      | PSV Eindhoven |
| ----------------- | -------- | ------------- |
|                   | Chi tiết |               |

| Wolfsburg                      | 3–2      | Manchester United                   |
| ------------------------------ | -------- | ----------------------------------- |
| Naldo 13', 84' · Vieirinha 29' | Chi tiết | Martial 10' · Guilavogui 82' (l.n.) |

| PSV Eindhoven             | 2–1      | CSKA Moscow             |
| ------------------------- | -------- | ----------------------- |
| De Jong 78' · Pröpper 86' | Chi tiết | Ignashevich 76' (ph.đ.) |

### Bảng C
| VT | Đội             | ST | T | H | B | BT | BB | HS | Đ  | Giành quyền tham dự                     |
| -- | --------------- | -- | - | - | - | -- | -- | -- | -- | --------------------------------------- |
| 1  | Atlético Madrid | 6  | 4 | 1 | 1 | 11 | 3  | +8 | 13 | Giành quyền vào vòng đấu loại trực tiếp |
| 2  | Benfica         | 6  | 3 | 1 | 2 | 10 | 8  | +2 | 10 | Giành quyền vào vòng đấu loại trực tiếp |
| 3  | Galatasaray     | 6  | 1 | 2 | 3 | 6  | 10 | −4 | 5  | Xuống chơi ở Europa League              |
| 4  | Astana          | 6  | 0 | 4 | 2 | 5  | 11 | −6 | 4  |                                         |

| Galatasaray | 0–2      | Atlético Madrid    |
| ----------- | -------- | ------------------ |
|             | Chi tiết | Griezmann 18', 25' |

| Benfica                    | 2–0      | Astana |
| -------------------------- | -------- | ------ |
| Gaitán 51' · Mitroglou 62' | Chi tiết |        |

| Astana                               | 2–2      | Galatasaray                |
| ------------------------------------ | -------- | -------------------------- |
| Balta 77' (l.n.) · Carole 89' (l.n.) | Chi tiết | Kısa 31' · Erić 86' (l.n.) |

| Atlético Madrid | 1–2      | Benfica                 |
| --------------- | -------- | ----------------------- |
| Correa 23'      | Chi tiết | Gaitán 36' · Guedes 51' |

| Atlético Madrid                                               | 4–0      | Astana |
| ------------------------------------------------------------- | -------- | ------ |
| Saúl 23' · Martínez 29' · Ó. Torres 63' · Dedechko 89' (l.n.) | Chi tiết |        |

| Galatasaray                     | 2–1      | Benfica   |
| ------------------------------- | -------- | --------- |
| İnan 19' (ph.đ.) · Podolski 33' | Chi tiết | Gaitán 2' |

| Astana | 0–0      | Atlético Madrid |
| ------ | -------- | --------------- |
|        | Chi tiết |                 |

| Benfica                | 2–1      | Galatasaray  |
| ---------------------- | -------- | ------------ |
| Jonas 52' · Luisão 67' | Chi tiết | Podolski 58' |

| Astana                   | 2–2      | Benfica          |
| ------------------------ | -------- | ---------------- |
| Twumasi 19' · Aničić 31' | Chi tiết | Jiménez 40', 72' |

| Atlético Madrid    | 2–0      | Galatasaray |
| ------------------ | -------- | ----------- |
| Griezmann 13', 65' | Chi tiết |             |

| Galatasaray | 1–1      | Astana      |
| ----------- | -------- | ----------- |
| İnan 64'    | Chi tiết | Twumasi 62' |

| Benfica       | 1–2      | Atlético Madrid       |
| ------------- | -------- | --------------------- |
| Mitroglou 75' | Chi tiết | Saúl 33' · Vietto 55' |

### Bảng D
Bản mẫu:2015–16 UEFA Champions League Group D table
| Manchester City      | 1–2      | Juventus                   |
| -------------------- | -------- | -------------------------- |
| Chiellini 57' (l.n.) | Chi tiết | Mandžukić 70' · Morata 81' |

| Sevilla                                                    | 3–0      | Borussia Mönchengladbach |
| ---------------------------------------------------------- | -------- | ------------------------ |
| Gameiro 47' (ph.đ.) · Banega 66' (ph.đ.) · Konoplyanka 84' | Chi tiết |                          |

| Borussia Mönchengladbach | 1–2      | Manchester City                     |
| ------------------------ | -------- | ----------------------------------- |
| Stindl 54'               | Chi tiết | Demichelis 65' · Agüero 90' (ph.đ.) |

| Juventus              | 2–0      | Sevilla |
| --------------------- | -------- | ------- |
| Morata 41' · Zaza 87' | Chi tiết |         |

| Juventus | 0–0      | Borussia Mönchengladbach |
| -------- | -------- | ------------------------ |
|          | Chi tiết |                          |

| Manchester City                   | 2–1      | Sevilla         |
| --------------------------------- | -------- | --------------- |
| Rami 36' (l.n.) · De Bruyne 90+1' | Chi tiết | Konoplyanka 30' |

| Borussia Mönchengladbach | 1–1      | Juventus         |
| ------------------------ | -------- | ---------------- |
| Johnson 18'              | Chi tiết | Lichtsteiner 44' |

| Sevilla         | 1–3      | Manchester City                          |
| --------------- | -------- | ---------------------------------------- |
| Trémoulinas 25' | Chi tiết | Sterling 8' · Fernandinho 11' · Bony 36' |

| Juventus      | 1–0      | Manchester City |
| ------------- | -------- | --------------- |
| Mandžukić 18' | Chi tiết |                 |

| Borussia Mönchengladbach                    | 4–2      | Sevilla                           |
| ------------------------------------------- | -------- | --------------------------------- |
| Stindl 29', 83' · Johnson 68' · Raffael 78' | Chi tiết | Vitolo 82' · Banega 90+1' (ph.đ.) |

| Manchester City                          | 4–2      | Borussia Mönchengladbach |
| ---------------------------------------- | -------- | ------------------------ |
| Silva 16' · Sterling 80', 81' · Bony 85' | Chi tiết | Korb 19' · Raffael 42'   |

| Sevilla      | 1–0      | Juventus |
| ------------ | -------- | -------- |
| Llorente 65' | Chi tiết |          |

### Bảng E
Bản mẫu:2015-16 UEFA Champions League Group E table
| Bayer Leverkusen                                         | 4–1      | BATE Borisov  |
| -------------------------------------------------------- | -------- | ------------- |
| Mehmedi 4' · Çalhanoğlu 47', 76' (ph.đ.) · Hernández 59' | Chi tiết | Milunović 13' |

| Roma         | 1–1      | Barcelona  |
| ------------ | -------- | ---------- |
| Florenzi 31' | Chi tiết | Suárez 21' |

| Barcelona                | 2–1      | Bayer Leverkusen |
| ------------------------ | -------- | ---------------- |
| Roberto 80' · Suárez 82' | Chi tiết | Papadopoulos 22' |

| BATE Borisov                       | 3–2      | Roma                         |
| ---------------------------------- | -------- | ---------------------------- |
| Stasevich 8' · Mladenović 12', 30' | Chi tiết | Gervinho 66' · Torosidis 82' |

| BATE Borisov | 0–2      | Barcelona        |
| ------------ | -------- | ---------------- |
|              | Chi tiết | Rakitić 48', 64' |

| Bayer Leverkusen                                    | 4–4      | Roma                                        |
| --------------------------------------------------- | -------- | ------------------------------------------- |
| Hernández 4' (ph.đ.), 19' · Kampl 84' · Mehmedi 86' | Chi tiết | De Rossi 29', 38' · Pjanić 54' · Falque 73' |

| Barcelona                            | 3–0      | BATE Borisov |
| ------------------------------------ | -------- | ------------ |
| Neymar 30' (ph.đ.), 83' · Suárez 60' | Chi tiết |              |

| Roma                                      | 3–2      | Bayer Leverkusen            |
| ----------------------------------------- | -------- | --------------------------- |
| Salah 2' · Džeko 29' · Pjanić 80' (ph.đ.) | Chi tiết | Mehmedi 46' · Hernández 51' |

| BATE Borisov  | 1–1      | Bayer Leverkusen |
| ------------- | -------- | ---------------- |
| Gordeichuk 2' | Chi tiết | Mehmedi 68'      |

| Barcelona                                                  | 6–1      | Roma        |
| ---------------------------------------------------------- | -------- | ----------- |
| Suárez 15', 44' · Messi 18', 60' · Piqué 56' · Adriano 77' | Chi tiết | Džeko 90+1' |

| Bayer Leverkusen | 1–1      | Barcelona |
| ---------------- | -------- | --------- |
| Hernández 23'    | Chi tiết | Messi 20' |

| Roma | 0–0      | BATE Borisov |
| ---- | -------- | ------------ |
|      | Chi tiết |              |

### Bảng F
| VT | Đội           | ST | T | H | B | BT | BB | HS | Đ | Giành quyền tham dự   |
| -- | ------------- | -- | - | - | - | -- | -- | -- | - | --------------------- |
| 1  | Bayern Munich | 3  | 2 | 0 | 1 | 8  | 2  | +6 | 6 | Tham dự vòng knockout |
| 2  | Olympiacos    | 3  | 2 | 0 | 1 | 4  | 5  | −1 | 6 | Tham dự vòng knockout |
| 3  | Dinamo Zagreb | 3  | 1 | 0 | 2 | 2  | 7  | −5 | 3 | Tham dự Europa League |
| 4  | Arsenal       | 3  | 1 | 0 | 2 | 5  | 5  | 0  | 3 |                       |

| Dinamo Zagreb               | 2–1      | Arsenal     |
| --------------------------- | -------- | ----------- |
| Pivarić 24' · Fernandes 58' | Chi tiết | Walcott 79' |

| Olympiacos | 0–3      | Bayern Munich                         |
| ---------- | -------- | ------------------------------------- |
|            | Chi tiết | Müller 52', 90+2' (ph.đ.) · Götze 89' |

| Bayern Munich                                             | 5–0      | Dinamo Zagreb |
| --------------------------------------------------------- | -------- | ------------- |
| Douglas Costa 13' · Lewandowski 21', 28', 55' · Götze 25' | Chi tiết |               |

| Arsenal                   | 2–3      | Olympiacos                                      |
| ------------------------- | -------- | ----------------------------------------------- |
| Walcott 35' · Sánchez 65' | Chi tiết | Pardo 33' · Ospina 40' (l.n.) · Finnbogason 66' |

| Arsenal                 | 2–0      | Bayern Munich |
| ----------------------- | -------- | ------------- |
| Giroud 77' · Özil 90+4' | Chi tiết |               |

| Dinamo Zagreb | 0–1      | Olympiacos |
| ------------- | -------- | ---------- |
|               | Chi tiết | Ideye 79'  |

| Bayern Munich                                              | 5–1      | Arsenal    |
| ---------------------------------------------------------- | -------- | ---------- |
| Lewandowski 10' · Müller 29', 89' · Alaba 44' · Robben 55' | Chi tiết | Giroud 69' |

| Olympiacos     | 2–1      | Dinamo Zagreb |
| -------------- | -------- | ------------- |
| Pardo 65', 90' | Chi tiết | Hodžić 21'    |

| Arsenal                     | 3–0      | Dinamo Zagreb |
| --------------------------- | -------- | ------------- |
| Özil 29' · Sánchez 33', 69' | Chi tiết |               |

| Bayern Munich                                               | 4–0      | Olympiacos |
| ----------------------------------------------------------- | -------- | ---------- |
| Douglas Costa 8' · Lewandowski 16' · Müller 20' · Coman 69' | Chi tiết |            |

| Dinamo Zagreb | 0–2      | Bayern Munich        |
| ------------- | -------- | -------------------- |
|               | Chi tiết | Lewandowski 61', 64' |

| Olympiacos | 0–3      | Arsenal                      |
| ---------- | -------- | ---------------------------- |
|            | Chi tiết | Giroud 29', 49', 67' (ph.đ.) |

### Bảng G
| VT | Đội              | ST | T | H | B | BT | BB | HS  | Đ  | Giành quyền tham dự         |
| -- | ---------------- | -- | - | - | - | -- | -- | --- | -- | --------------------------- |
| 1  | Chelsea          | 6  | 4 | 1 | 1 | 13 | 3  | +10 | 13 | Lọt vào vòng loại trực tiếp |
| 2  | Dynamo Kyiv      | 6  | 3 | 2 | 1 | 8  | 4  | +4  | 11 | Lọt vào vòng loại trực tiếp |
| 3  | Porto            | 6  | 3 | 1 | 2 | 9  | 8  | +1  | 10 | Chuyển xuống Europa League  |
| 4  | Maccabi Tel Aviv | 6  | 0 | 0 | 6 | 1  | 16 | −15 | 0  |                             |

| Dynamo Kyiv                | 2–2      | Porto              |
| -------------------------- | -------- | ------------------ |
| Husyev 20' · Buyalskyi 89' | Chi tiết | Aboubakar 23', 81' |

| Chelsea                                                      | 4–0      | Maccabi Tel Aviv |
| ------------------------------------------------------------ | -------- | ---------------- |
| Willian 15' · Oscar 45+4' (ph.đ.) · Costa 58' · Fàbregas 78' | Chi tiết |                  |

| Maccabi Tel Aviv | 0–2      | Dynamo Kyiv                |
| ---------------- | -------- | -------------------------- |
|                  | Chi tiết | Yarmolenko 4' · Moraes 50' |

| Porto                  | 2–1      | Chelsea       |
| ---------------------- | -------- | ------------- |
| André 39' · Maicon 52' | Chi tiết | Willian 45+2' |

| Porto                       | 2–0      | Maccabi Tel Aviv |
| --------------------------- | -------- | ---------------- |
| Aboubakar 37' · Brahimi 41' | Chi tiết |                  |

| Dynamo Kyiv | 0–0      | Chelsea |
| ----------- | -------- | ------- |
|             | Chi tiết |         |

| Maccabi Tel Aviv   | 1–3      | Porto                             |
| ------------------ | -------- | --------------------------------- |
| Zahavi 75' (ph.đ.) | Chi tiết | Tello 19' · André 49' · Layún 72' |

| Chelsea                           | 2–1      | Dynamo Kyiv  |
| --------------------------------- | -------- | ------------ |
| Dragović 34' (l.n.) · Willian 83' | Chi tiết | Dragović 78' |

| Porto | 0–2      | Dynamo Kyiv                           |
| ----- | -------- | ------------------------------------- |
|       | Chi tiết | Yarmolenko 35' (ph.đ.) · González 64' |

| Maccabi Tel Aviv | 0–4      | Chelsea                                            |
| ---------------- | -------- | -------------------------------------------------- |
|                  | Chi tiết | Cahill 20' · Willian 73' · Oscar 77' · Zouma 90+1' |

| Dynamo Kyiv | 1–0      | Maccabi Tel Aviv |
| ----------- | -------- | ---------------- |
| Harmash 16' | Chi tiết |                  |

| Chelsea                          | 2–0      | Porto |
| -------------------------------- | -------- | ----- |
| Marcano 12' (l.n.) · Willian 52' | Chi tiết |       |

Notes
1. ^ a b c Maccabi Tel Aviv will play their home matches at Sammy Ofer Stadium, Haifa instead of their regular stadium, Bloomfield Stadium, Tel Aviv.

### Bảng H
Bản mẫu:2015–16 UEFA Champions League Group H table
| Valencia                | 2–3      | Zenit St. Petersburg      |
| ----------------------- | -------- | ------------------------- |
| Cancelo 55' · Gomes 73' | Chi tiết | Hulk 9', 44' · Witsel 76' |

| Gent          | 1–1      | Lyon       |
| ------------- | -------- | ---------- |
| Milićević 68' | Chi tiết | Jallet 58' |

| Lyon | 0–1      | Valencia     |
| ---- | -------- | ------------ |
|      | Chi tiết | Feghouli 42' |

| Zenit Saint Petersburg  | 2–1      | Gent       |
| ----------------------- | -------- | ---------- |
| Dzyuba 35' · Shatov 67' | Chi tiết | Matton 56' |

| Zenit Saint Petersburg           | 3–1      | Lyon          |
| -------------------------------- | -------- | ------------- |
| Dzyuba 3' · Hulk 56' · Danny 82' | Chi tiết | Lacazette 49' |

| Valencia                           | 2–1      | Gent      |
| ---------------------------------- | -------- | --------- |
| Feghouli 15' · Mitrović 72' (l.n.) | Chi tiết | Foket 40' |

| Lyon | 0–2      | Zenit Saint Petersburg |
| ---- | -------- | ---------------------- |
|      | Chi tiết | Dzyuba 25', 57'        |

| Gent             | 1–0      | Valencia |
| ---------------- | -------- | -------- |
| Kums 49' (ph.đ.) | Chi tiết |          |

| Zenit Saint Petersburg  | 2–0      | Valencia |
| ----------------------- | -------- | -------- |
| Shatov 15' · Dzyuba 74' | Chi tiết |          |

| Lyon     | 1–2      | Gent                            |
| -------- | -------- | ------------------------------- |
| Ferri 7' | Chi tiết | Milićević 32' · Coulibaly 90+5' |

| Valencia | 0–2      | Lyon                       |
| -------- | -------- | -------------------------- |
|          | Chi tiết | Cornet 37' · Lacazette 76' |

| Gent                         | 2–1      | Zenit Saint Petersburg |
| ---------------------------- | -------- | ---------------------- |
| Depoitre 18' · Milićević 78' | Chi tiết | Dzyuba 65'             |